# (4940) Polenov

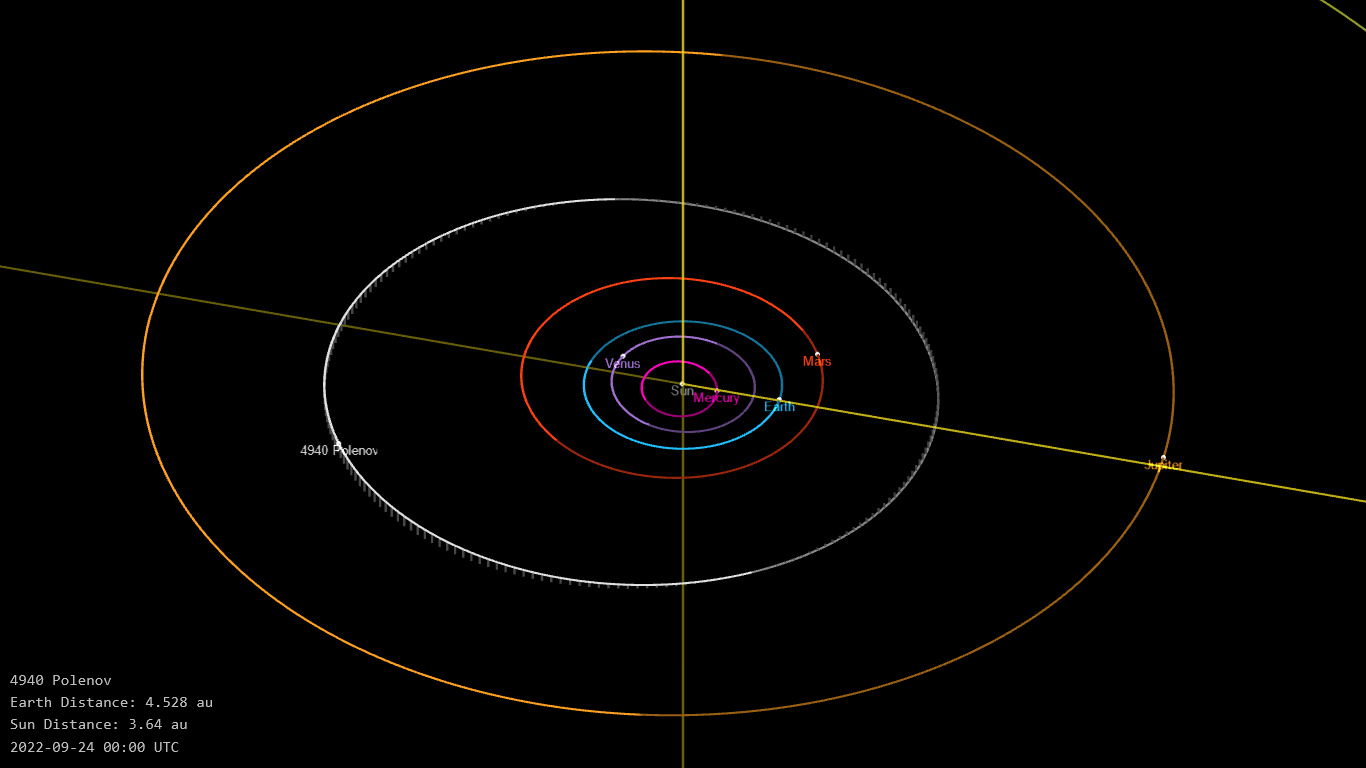
Orbita 4940 Polenov

(4940) Polenov (1986 QY4) – planetoida z pasa głównego asteroid okrążająca Słońce w ciągu 5 lat i 181 dni w średniej odległości 3,11 j.a. Została odkryta 18 sierpnia 1986 roku.